# Theodulhorn
Theodulhorn är en bergstopp i Schweiz.   Den ligger i kantonen Valais, i den södra delen av landet, 110 km söder om huvudstaden Bern. Toppen på Theodulhorn är 3 469 meter över havet, eller 172 meter över den omgivande terrängen. Bredden vid basen är 3,0 km.
Terrängen runt Theodulhorn är huvudsakligen bergig, men den allra närmaste omgivningen är kuperad. Runt Theodulhorn är det glesbefolkat, med 9 invånare per kvadratkilometer.. Närmaste större samhälle är Zermatt, 8,6 km norr om Theodulhorn. 
Trakten runt Theodulhorn består i huvudsak av gräsmarker.